# Zatracheidae
Zatracheidés
Famille
Genres de rang inférieur
- Voir paragraphe #Genres

Les Zatracheidae (zatracheidés en français) forment une famille fossile d'amphibiens temnospondyles ayant vécu à la fin du Carbonifère et au début du Permien en Amérique du Nord et en Europe.

## Classification
Le famille des Zatracheidae est créée en 1910 par le paléontologue américain Samuel Wendell Williston (1851-1918),. 

### Genres
Selon Paleobiology Database en 2023, le nombre de genre référencé dans cette famille est de quatre : 
- † Acanthostomatops Kuhn, 1961 ;
- † Chemnitzion Werneburg et al., 2022 ;
- † Dasyceps Huxley, 1859 ;
- † Zatrachys Cope, 1878[2].

## Description
Les Zatracheidae se reconnaissent par des protubérances osseuses latérales sur l'os quadratojugal et une grande ouverture dans le palais. Le crâne est aplati, avec de petites orbites placées loin en arrière. L'ouverture dans le palais peut avoir servi à loger une glande produisant une substance collante pour engluer la proie sur la langue. Si cela était, cela montrerait que ces animaux passaient une grande partie de leur temps sur terre.

## Galerie

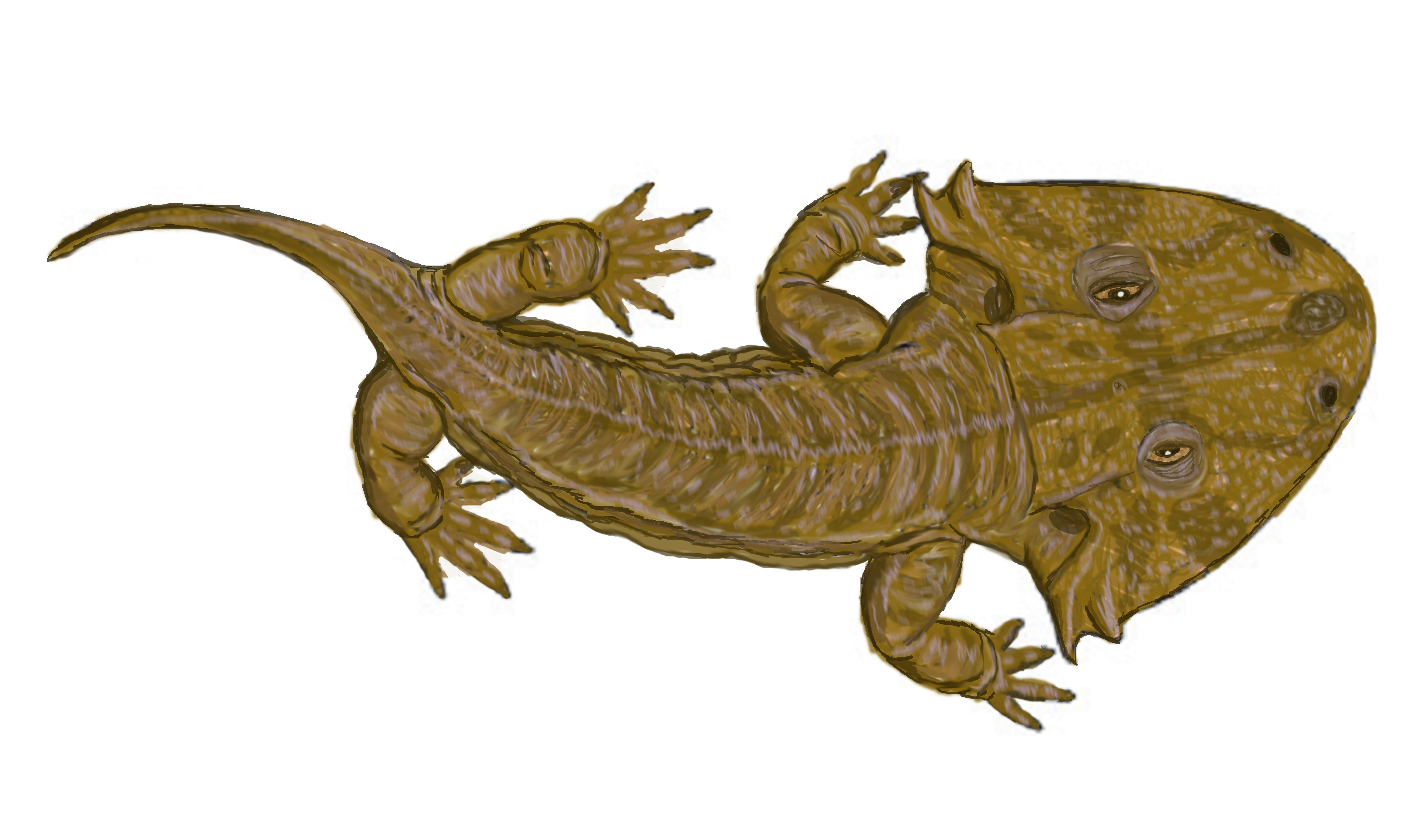
Dessin d'un Zatracheidae : Acanthostomatops vorax.
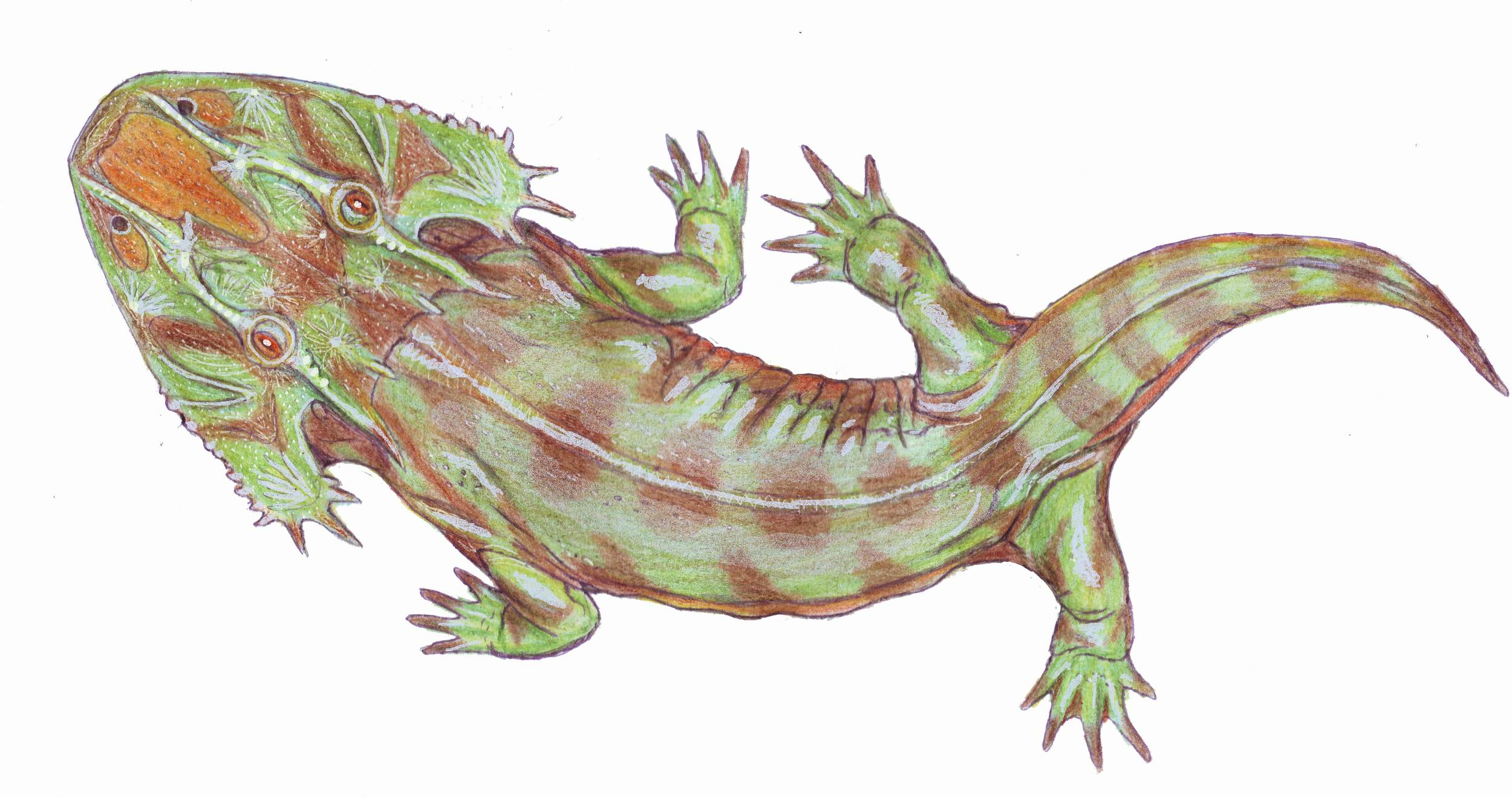
Dessin d'un Zatracheidae : Zatrachys serratus.